# 扁頭大絲油鯰
扁頭大絲油鯰，為輻鰭魚綱鯰形目長鬚鯰科的其中一種，分布於南美洲亞馬遜河、奧里諾科河及埃塞奎博河流域，體長可達30公分，屬肉食性，以昆蟲幼蟲、魚鱗為食，生活習性不明。

## 擴展閱讀
維基物種上的相關：扁頭大絲油鯰